# Waldlaine
Die Waldlaine ist ein Bach in den Ammergauer Alpen im Landkreis Garmisch-Partenkirchen in Oberbayern. Er ist mit seinem längsten Quellbach etwa 3,5 Kilometer lang, hat ein Einzugsgebiet von etwa 1,4 Quadratkilometern und mündet in die Ammer.  

## Verlauf
Der Bach entsteht beim Dorf Wurmansau, einem Ortsteil der Gemeinde Saulgrub, am Westhang des Hörnle aus dem Zusammenfluss einiger westlich zulaufender Bäche von unterhalb der Hörnlehütte und der Wurmansauer Alpe. Der längste und nördlichste dieser Zuflüsse ist der Grüngraben, der am höchsten und nahe der Hörnlehütte entspringt.
An der Südspitze des Dorfes auf etwa 866 m ü. NHN sind alle Bäche vereint. Die Waldlaine fließt nun südwestwärts, auf dem halben folgenden Kilometer erst unter der B 23 hindurch und dann unter der Ammergaubahn. Auf diesem Teilstück bildet sie die Grenze zwischen Saulgrub und Unterammergau. Jenseits der Bahnstrecke durchläuft sie auf dem Gemeindegebiet von Unterammergau noch etwa einen Kilometer lang das Kochelfilz. An dessen Südrand wird Wasser aus der Waldlaine in den südlich benachbarten Moosbach abgeleitet. Ein Rest mündet kurz nach dem Moosbach von rechts in die Ammer.

### BayernAtlas („BA“)
Amtliche Online-Gewässerkarte mit passendem Ausschnitt und den hier benutzten Layern: Lauf und Einzugsgebiet der Waldlaine

Allgemeiner Einstieg ohne Voreinstellungen und Layer: BayernAtlas der Bayerischen Staatsregierung (Hinweise)
1. 1 2 3  Höhe abgefragt auf dem Hintergrundlayer Amtliche Karte (Rechtsklick).
2. ↑  Länge abgemessen auf dem Hintergrundlayer Amtliche Karte.
3. ↑  Einzugsgebiet abgemessen auf dem Hintergrundlayer Amtliche Karte.

### Andere
1. ↑  Hansjörg Dongus: Geographische Landesaufnahme: Die naturräumlichen Einheiten auf Blatt 188/194 Kaufbeuren/Mittenwald. Bundesanstalt für Landeskunde, Bad Godesberg 1993. → Online-Karte (PDF; 6,4 MB)